# Día de π
Se conocen como Día de Pi dos celebraciones en honor del número π: el "Día Pi” y el “Día de aproximación de Pi”. Esta celebración fue una iniciativa del físico Larry Shaw, en San Francisco (California), y ha ido ganando en popularidad, hasta el punto de contar en 2009 con una resolución favorable de la Cámara de Representantes de los Estados Unidos, en la que se declaraba oficialmente el 14 de marzo como Día Nacional de Pi.

## Día Pi

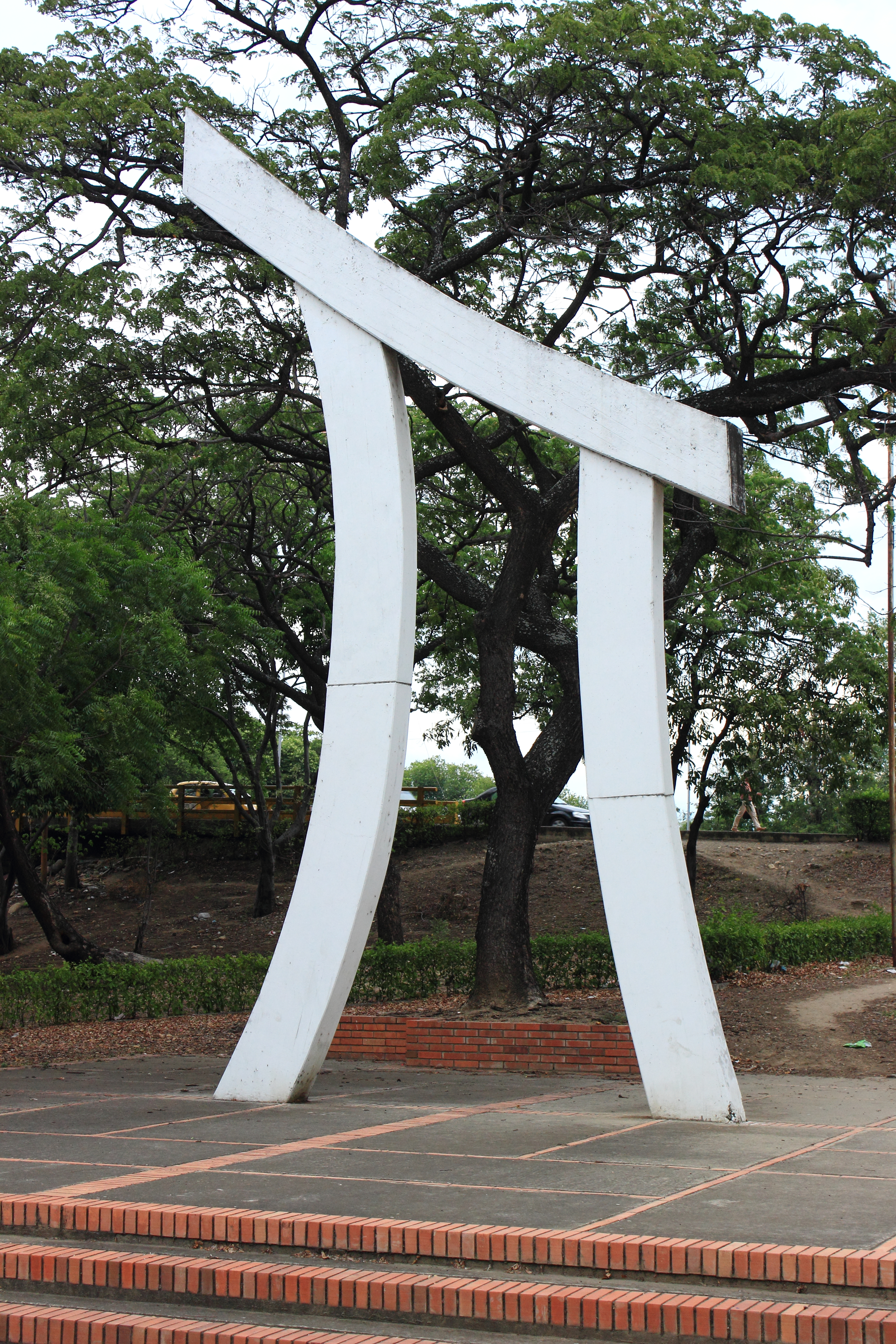
Monumento a π en Cúcuta, Colombia, Ubicado en el parque de los ingenieros

Por la forma en que se escribe la fecha en la notación empleada en  Estados Unidos, el 14 de marzo (3/14) se ha convertido en una celebración no oficial para el “Día Pi”, que ha derivado de la aproximación de tres dígitos de pi: 3,14. Habitualmente, la celebración se concentra a la 01:59 p. m. (en reconocimiento de la aproximación de seis dígitos: 3,14159), aunque algunas personas afirman que en realidad son las 13:59, por lo que lo correcto sería celebrar a las 01:59 a. m.
Matemáticos y profesores de varias escuelas del mundo organizan fiestas y reuniones en esta fecha. La fecha se celebra de maneras muy diversas: algunos grupos se reúnen para discutir y comentar sobre la importancia de pi en sus vidas, intercambiar anécdotas o teorizar cómo sería el mundo sin el conocimiento de pi. Otros grupos se reúnen para ver la película de culto, Pi, fe en el caos/Pi, el orden del caos, de Darren Aronofsky, que habla acerca de este número y también del número phi. También es frecuente comer tartas con motivos sobre π; otro juego de palabras, pues en lengua inglesa, tanto pi como pie (tarta) tienen idéntica pronunciación.
Algunos entusiastas se apuran a señalar que ese día se celebra también el natalicio de Albert Einstein y se conmemora el fallecimiento de Karl Marx, y más recientemente, de Stephen Hawking. Otro dato curioso es que el afamado Instituto Tecnológico de Massachusetts (MIT), reconocido por su inusual acercamiento a las matemáticas, acostumbra enviar las cartas de aceptación a sus futuros estudiantes de modo tal que se entreguen en esta fecha.
El momento pi “definitivo” habría ocurrido el 14 de marzo de 1592 a las 06:53:58 (AM). Esto, escrito en formato estadounidense, sería 03/14/1592 06:53.58, que correspondería al valor de pi expresado en doce dígitos: 3,14159265358. Considerando que esto fue mucho tiempo antes de que se estandarizara la hora en el mundo y pi no era un concepto de uso general, lo más seguro es que la fecha haya sido cambiada a lo largo de la historia.
También se consideran aceptables el 14 de marzo de 2015 y el 14 de marzo de 2016, ya que representan al número pi al ser representado abreviadamente como 03/14/15 y al número pi aproximado (3,1416) al ser representado abreviadamente como 03/14/16 respectivamente. Concretamente, a las 09:26:53 de la mañana se forma un conjunto equiparable al número pi expresado con nueve cifras decimales: 3,141592653.
En España a este día se suman diversas instituciones, entre ellas el Instituto de Ciencias de la Construcción Eduardo Torroja. La causa es que la planta del edificio que lo alberga tiene forma de pi.

## Día de aproximación de pi
El "Día de aproximación de pi" puede ser señalado en cualquiera de estas fechas:
- 22 de julio, 22/7 en el formato de fecha internacional. 22/7 {\displaystyle \simeq } 3,14286 es una aproximación de pi.
- 26 de abril (o 25 de abril, en años bisiestos), el día en que la Tierra completa dos unidades astronómicas de su órbita anual (es decir, dos radianes). La longitud total de la órbita de la Tierra dividida entre la longitud recorrida hasta este día es igual a pi.
- 21 de diciembre (20 de diciembre, en años bisiestos), que es el día 355 del año, a la 01:13 p. m., coincide con el valor aproximado de 355/113 {\displaystyle \simeq } 3,141592, calculado por Zu Chongzhi.
- 10 de noviembre (9 de noviembre, en años bisiestos), que es el día número 314 del año, de acuerdo con el calendario gregoriano.